# Коптська православна церква Александрії
Ко́птська правосла́вна це́рква Александрі́ї (копт. Ϯⲉⲕ̀ⲕⲗⲏⲥⲓⲁ ⲛ̀ⲣⲉⲙⲛ̀ⲭⲏⲙⲓ ⲛ̀ⲟⲣⲑⲟⲇⲟⲝⲟⲥ, трансліт. ti.eklyseya en.remenkimi en.orthodoxos, досл. «Єгипетська православна церква») — орієнтальна православна християнська церква, яка поширена в Єгипті, Африці та на Близькому Сході. Главою церкви та Александрійського Престолу є Александрійський патріарх на Святому Престолі Святого Марка, який також носить титул Коптського папи. Престол Александрії є титульним, і сьогодні Коптський папа очолює Коптський православний собор Святого Марка в районі Абассасії в Каїрі. Церква дотримується александрійського обряду у літургії, молитві та почитанні святих. Маючи приблизно 10 мільйонів членів у всьому світі, це найбільша християнська конфесія в країні.
Згідно з її традицією, Коптська церква була заснована святим Марком, апостолом та євангелістом, у середині I століття (бл. 42 р.). Через суперечки щодо природи Христа, вона відкололася від решти християнського світу після Халкедонського собору 451 р., що призвело до суперництва з грецькою православною церквою Александрії. У IV–VII століттях Коптська церква поступово розширювалася завдяки християнізації Аксумітської імперії та двох з трьох нубійських царств — Нобатії та Алодії, тоді як третю Нубійську державу, Макурія, визнала Коптського патріарха після того, як спочатку було приєднано до Державної церкви Римської імперії.
Після 639 р. Єгиптом правили ісламські завойовники з Аравії, а ставлення до коптських християн коливалося від терпимості до відкритих переслідувань. У XII столітті церква переїхала з Александрії до Каїру. У цьому ж столітті копти також стали релігійною меншиною. У XIV–XV століттях нубійське християнство було витіснене ісламом. 1959 року Етіопській православній церкві Тевахедо було надано автокефалію. Також автокефалія була надана Еритрейській православній церкві Тевахедо в 1998 році після успішної війни за незалежність Еритреї від Ефіопії. Починаючи з арабської весни 2011 року, копти зазнають посиленої релігійної дискримінації та насильства.

## Історія

### Апостольський фундамент
Єгипетська церква традиційно вважається заснованою Святим Марком приблизно в 42 р. і вважає себе предметом багатьох пророцтв Старого Завіту. Пророк Ісая у 19-му розділі 19-го вірша говорить: «Того дня буде жертівник для Господа посеред єгипетської землі, і стовп для Господа на його межі». Першими християнами в Єгипті були прості люди, які говорили по-єгипетськи коптськи. Були також александрійські євреї, такі як Теофіл, до якого святий Лука Євангеліст звертається у вступному розділі своєї євангелії. Коли церкву заснував святий Марко під час правління римського імператора Нерона, велика кількість корінних єгиптян (на відміну від греків чи євреїв) прийняли християнську віру.
Християнство поширилося по Єгипту протягом півстоліття після прибуття святого Марка в Александрію, як це видно з писань Нового Завіту, знайдених в Бахнасі, в Середньому Єгипті, що датуються приблизно 200 роком Та фрагмента Євангелія від Івана, написаного в Коптський, який був знайдений у Верхньому Єгипті і може бути датований першою половиною II ст. У II столітті християнство почало поширюватися в сільській місцевості, і Писання були перекладені місцевими мовами, а саме коптською.

#### Коптська мова в церкві
Коптська мова — універсальна мова, яка використовується в коптських церквах у кожній країні. Вона походить від давньоєгипетської та використовує грецькі літери. Багато гімнів у літургії є на коптській мові і передаються протягом декількох тисяч років. Ця мова використовується для збереження оригінальної мови Єгипту, яка була заборонена арабськими загарбниками, які наказали використовувати арабську. Деякі приклади цих гімнів — копт. Ⲡ̀ⲟⲩⲣⲟ, трансліт. ep.ouro, досл. «Король»,копт. Ⲕ̀ⲥ̀ⲙⲁⲣⲱⲟⲩⲧ, трансліт. ek.esmaro'oot, досл. «(Ти) Благословенний», копт. Ⲧⲁⲓϣⲟⲩⲣⲏ, трансліт. tai.shouri, досл. «Цей кадильник» та багато іншого.

### Внески в християнство

#### Катехитична школа Александрії
Катехитична школа Александрії — найстаріша катехитична школа у світі. Святий Ієронім зафіксував, що Александрійську християнську школу заснував сам святий Марк. Приблизно в 190 р. Під керівництвом вченого Пантанея Александрійська школа стала важливим інститутом релігійного навчання, де студентів навчали такі вчені як Афінагор, Климент, Дідім та корінний єгиптянин Ориген, який вважався батьком богослов'я, а також брав активну участь у галузі коментарів та порівняльних біблійних досліджень.
Багато вчених, таких як Джером, відвідували Александрійську школу для обміну думками та безпосереднього спілкування з її науковцями. Діяльність цієї школи не обмежувалася богословськими предметами; там також викладали природничі, математичні та гуманітарні науки. Там почався метод запитань і відповідей, і за 15 століть до Брайля сліпі вчені використовували там техніку різьблення по дереву для читання та письма.
Богословський коледж катехитичної школи був відновлений у 1893 р. Нова школа наразі має кампуси в Ірландії, Каїрі, Нью-Джерсі та Лос-Анджелесі, де серед інших предметів викладають майбутніх коптських священиків та інших кваліфікованих чоловіків та жінок Християнське богослов'я, історія, коптська мова та мистецтво — включаючи співи, музику, іконопис та гобелен.

#### Колиска чернецтва та його місіонерська діяльність
Багато єгипетських християн їздили в пустелю протягом III століття і залишалися там молитися і працювати, і присвячували своє життя усамітненню і поклонінню Богу. Це було початком чернечого руху, який був організований Антонієм Великим, святим Павлом Фівським, першим у світі анахоритом, святим Макарієм Великим та святим Пахомієм Ценовітом у IV столітті.
Християнське чернецтво народилося в Єгипті і сприяло формуванню в Коптській православній церкві характеру підкорення, простоти та смирення завдяки вченням і працям Великих Отців Єгипетських пустель. До кінця V століття по Єгипетській пустелі були розкидані сотні монастирів, тисячі келій і печер. Велика кількість цих монастирів все ще процвітає і має нові покликання донині.
Усе християнське чернецтво прямо чи опосередковано випливає з єгипетського прикладу: святий Василій Великий архиєпископ Кесарійський Каппадокійський, засновник і організатор чернечого руху в Малій Азії, відвідав Єгипет близько 357 р. Його шанують у Східній православній церкві; Святий Ієронім, який переклав Біблію на латинську мову, приїхав до Єгипту, перебуваючи на шляху до Єрусалиму, близько 400 р. І залишивши деталі свого досвіду у своїх листах; Бенедикт заснував орден бенедиктинців у VI столітті за зразком святого Пахомія, але в більш суворій формі. Незліченна кількість паломників відвідували Отців Пустелі, щоб наслідувати їхнє духовне, дисципліноване життя.

### Роль та участь у Вселенських соборах

#### Нікейський собор
У IV столітті Александрійський пресвітер на ім’я Арій розпочав теологічну суперечку про природу Христа, яка поширилася по всьому християнському світу і тепер знана як аріанство. Вселенський собор у Нікеї 325 р. Н. Е. Був скликаний Костянтином після того, як папа Александр I Александрійський попросив провести собор, щоб відповісти на єресі під головуванням святого Осія Кордовського для вирішення суперечки. Зрештою це призвело до формулювання Символу Віри, також відомого як Нікейське Символ Віри. Символ віри, який сьогодні читається у всьому християнському світі, базувався значною мірою на вченні людини, котра врешті-решт стане святим Атанасієм Александрійським, головним противником Арія і 20-м єпископом Александрії, а отже, папою Римським за Копт Християни.

#### Константинопольський собор
У 381 р. Папа Тимофій I Александрійський очолив Другий Вселенський собор, знаний як Вселенський Константинопольський собор, для судді Македонія, який заперечував Божество Святого Духа. Цей собор завершив Нікейський символ віри цим підтвердженням божественності Святого Духа:
Ми віримо в Святого Духа, Господа, Давця Життя, який походить від Отця, котрого з Отцем через Сина поклоняються і прославляють, хто говорив пророками, а також в Єдину, Святу, Католицьку та Апостольську церкви. Ми визнаємо одне Хрещення для відпущення гріхів і шукаємо воскресіння мертвих і життя майбутнього віку, Амінь.

#### Ефеський собор

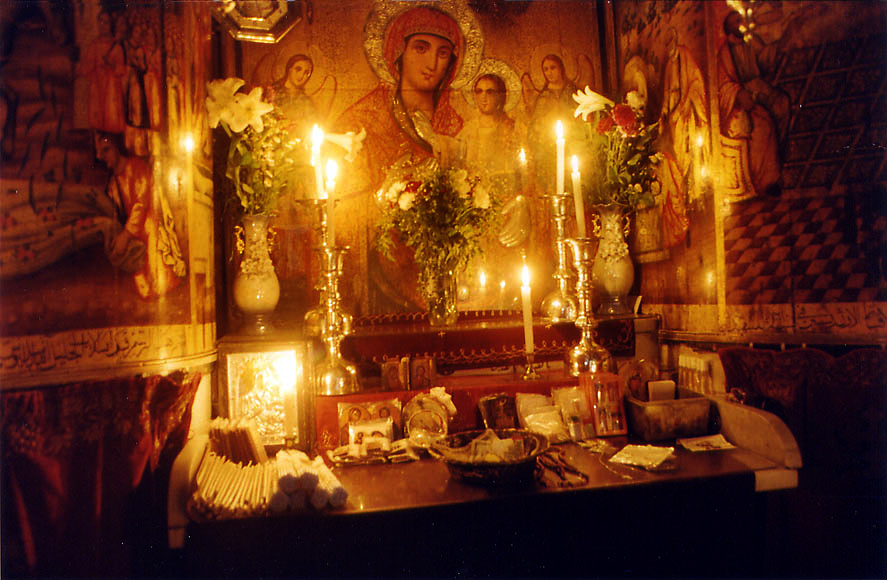
Коптська ікона в коптському вівтарі Церкві Гробу Господнього, Єрусалим

Ще одна теологічна суперечка у V столітті відбулася щодо вчення Несторія, Константинопольського патріарха, який навчав, що Бог Слово не іпостасно поєднано з людською природою, а мешкає в людині Ісусі. Як наслідок цього, він відмовив Діві Марії в титулі «Богородиця» (Богородиця), оголосивши її натомість Христовою Матір'ю.
Коли повідомлення про це дійшли до Апостольського престолу Святого Марка, Папа Римський святитель Кирило I Александрійський швидко вчинив, щоб виправити це порушення правовірністю, просячи Несторія покаятися. Коли він цього не робив, Александрійський синод зібрався на екстреному засіданні і було досягнуто одностайної згоди. Александрійський патріарх Кирило I Александрійський, підтриманий всім Престолом, направив Несторію лист, знаний як «Третє послання святого Кирила до Несторія». Це послання значною мірою спиралося на встановлені патристичні конституції і містило найвідомішу статтю Александрійського православ'я: «Дванадцять анатем Святого Кирила». У цих анатемах Кирило відлучив від церкви кожного, хто слідував вченню Несторія. Наприклад, «Той, хто наважиться відмовити Святій Богородиці в титулі Богородиці, — це Анатема!». Однак Несторій досі не хотів покаятися, і тому це призвело до скликання Першого Вселенського собору в Ефесі (431 р.), Яким керував Кирило.

Собор підтвердив вчення святого Атанасія і підтвердив титул Марії як «Богородиці». У ній також чітко зазначено, що кожен, хто розділив Христа на дві іпостасі, був підданий анатемі, оскільки Кирило сказав, що існує «Одна природа [і одна іпостась] для Бога, що втілилося Слово» (Mia Physis tou Theou Logou Sesarkōmenē). Також вступ до віросповідання було сформульовано таким чином
Ми звеличуємо вас, Матір Істинного Світла, і прославляємо Вас, о свята і Богородице (Богородице), бо ти народила нам Спасителя світу. Слава тобі, наш Учителю і Царе: Христе, гордість апостолів, вінець мучеників, радість праведників, твердість церков і прощення гріхів. Ми проголошуємо Святу Трійцю в одному Божестві: поклоняємось Йому, прославляємо Його, Господи помилуй, Господи помилуй, Господи, благослови нас, Амінь. [не відрізняється від співу "Axion Estin", що все ще використовується в православ'ї]

#### Халкідонський собор

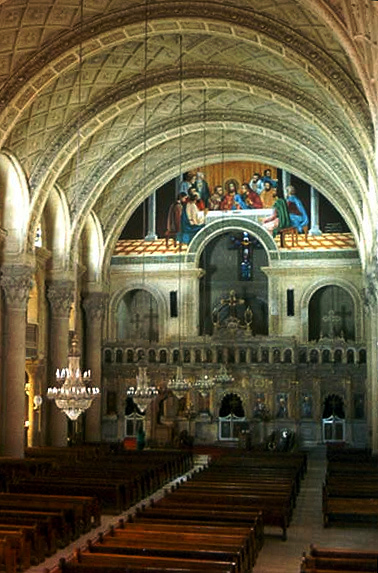
Saint_Mark's_Coptic_Orthodox_Cathedral_(Alexandria)

Коли в 451 р. імператор Маркіян намагався вилікувати розбіжності в церкві, відповідь Папи Діоскора — папи Александрійського, який згодом був засланий — як імператор не повинен втручатися у справи церкви. Саме в Халкідоні імператор через імператорських делегатів застосував жорсткі дисциплінарні заходи проти Папи Діоскора у відповідь на його сміливість. 449 року Папа Діоскор очолив Другий Ефеський собор, який халкедонські історики називали «Радою розбійників». Він дотримувався формули міафізиту, яка підтримувала христологію «Єдиної втіленої природи Бога Слова» (грецьке: μία φύσις Θεοῦ Λόγου σεσαρκωμένη (mia physis Theou Logou sesarkōmenē)), і підтримував єретика Євтифія.
Халкедонський собор тричі викликав Діоскора, щоб він з'явився на соборі, після чого він був скинутий. Халкедонський собор надалі скинув його за підтримку Євтиха, але не обов'язково за євтихійський монофізитизм. Діоскор звернувся до соборних батьків з проханням дозволити на соборі більше міафізитського тлумачення христології, але йому було відмовлено. Після його зміщення Коптська церква та її вірні почувалися несправедливо недопредставленими на соборі та політично пригнобленими Візантійською імперією. Після того, як візантійці призначили Патріарха для представництва Халкедонської церкви, Коптська церква призначила свого патріарха Тимофія Елура і відірвалася від Державної церкви Римської імперії.
Халкедонський собор, з точки зору Александрінської Христології, відступив від схваленої кирилської термінології та проголосив, що Христос був однією іпостастю у двох природах. Однак у Нікейсько-Константинопольському символі віри «Христос був зачатий від Святого Духа і Діви Марії», отже, основа визначення згідно з нехалкедонськими прихильниками, згідно з христологією Кирила Александрійського, є справедливою. Тут відбулася зміна в нехалкедонській дефініції, оскільки в Нікейському віросповідання чітко використовуються терміни «з», а не «в».
З точки зору Христології, східні православні (нехалкедонці) розуміють, що Христос є «Єдиною Природою — Втіленим Логосом», повної людськості та повної божественності. Халкедонці розуміють, що Христа впізнають у двох природах, повній людяності та повній божественності. Східне православ'я стверджує, що таке формулювання нічим не відрізняється від того, що навчають несторіанці. Це доктринальне сприйняття робить очевидну різницю, яка відокремила східних православних від східних православних.
Висновки собору були відхилені багатьма християнами на околицях Візантійської імперії, зокрема єгиптянами, сирійцями, вірменами та іншими.
З цього моменту в Александрії мали б бути два патріархи: нехалкедонський корінний єгипетський, який зараз знаний як коптський папа Александрійський і Патріарх всієї Африки при Святому Апостольському Престолі Святого Марка, і Мелкітський або Імператорський Патріарх, нині знаний як грецький православний патріарх Александрійський.
Майже все єгипетське населення відкинуло умови Халкедонського собору і залишилося вірним рідній єгипетській церкві (нині відомій як Коптська православна церква Александрії). Ті, хто підтримував халкедонське визначення, залишались у спілкуванні з іншими провідними імператорськими церквами Риму та Константинополя. Нехалкідонська партія стала тим, що сьогодні називають Східною православною церквою.
Коптська православна церква Александрії вважає себе неправильно зрозумілою на Халкедонському соборі. У церкві існувала думка, яка вважала, що, можливо, Собор правильно розумів Александрійську церкву, але хотів зменшити існуючу владу Александрійського ієрарха, особливо після подій, що відбулися за кілька років до цього в Константинополі від Папи Феофіла Александрійського до Патріарха. Іоанна Златоуста та нещасних стрілок Другого Ефеського собору 449 р. Де Євтих ввів Папу Діоскора і Собор в оману, письмово визнаючи православну віру, а потім відмовившись від неї після собору, що, в свою чергу, засмутило Рим, особливо, що том, який було надіслано, не читався під час сесій ради.
Що ще гірше, Том Римського Папи Римського, згідно з Александрійською теологічною школою, був, особливо щодо визначення христології, яка вважалася під впливом несторіанських єретичних вчень. Отже, через вищезазначене, особливо в послідовних послідовностях подій, Александрійські ієрархи вважали, що тримають надто багато влади з одного боку, а з іншого боку, через конфлікт теологічних шкіл, бути тупиком і козлом відпущення, тобто Папою Діоскором. Протягом останніх 50 років «Том Лева» широко критикували (на диво римо-католицькі та східно-православні вчені) як набагато менше, ніж досконалу ортодоксальну теологічну доктрину. Анатемуючи Папу Лева через тон і зміст його томосу, згідно з сприйняттям Александринської теології, Папа Діоскор був визнаний винним у цьому без належного судочинства; іншими словами, Том Лева спочатку не був предметом єресі, але йшлося про те, щоб поставити під сумнів причини, за якими його не визнали і не прочитали на Другому Ефеському соборі в 44 р. Папа Діоскор Александрійський канонами ради ніколи не позначався як єретик. Копти також вважають, що папі Александрійському було примусово заборонено відвідувати третю громаду собору, з якого він був відсторонений, очевидно, результат змови, розробленої римськими делегатами.
До нинішньої позитивної ери орієнтального та східного православного діалогу халкедонці іноді називали нехалкедонців «монофізитами», хоча Коптська православна церква насправді розглядає монофізитизм як єресь. Халкедонська доктрина, у свою чергу, отримала назву «діофізит». Термін, що наближається до коптського православ'я, — це міафізитизм, який позначає об'єднану природу Христа, як людську, так і божественну, об'єднану неподільно у Втіленому Логосі. Александрійська коптська православна церква вважає, що Христос досконалий у своїй божественності, і він досконалий у своїй людяності, але його божественність та його гуманність були об'єднані в одній природі, яка називається «природою втіленого слова», що повторив святитель Кирило Александрії. Отже, копти вірять у дві природи «людську» і «божественну», які об'єднані в одній іпостасі «не змішуючись, не плутаючи і не змінюючи». Ці дві натури «не розлучились ні на мить, ні мигтіння ока» (коптська літургія святого Василія Кесарійського).

### Від Халкедону до арабського завоювання Єгипту
До Халкідону основний поділ Імператорської Церкви походив від несторіанства, врешті-решт змусивши Церкву Сходу проголосити свою незалежність у 424 р. Після Халкедонського собору в 451 р. Коптська Церква та її ієрархія відчували підозру щодо того, що, на їхню думку, було Несторіанські елементи в межах халкедонської церкви. Як результат, антихалкедонський партизан Тимофій Аелур погодився скинути халкедонського папу Александрійського Протерія Александрійського та призначити себе папою александрійським на противагу Халкедонській церкві. Копти постраждали під владою Візантійської імперії. Мелкітські патріархи, призначені імператорами як духовними провідниками, так і цивільними намісниками, вбивали тих єгиптян, яких вважали єретиками. Багатьох піддавали тортурам і мучеництву, намагаючись змусити їх прийняти халкедонські умови, але єгиптяни залишались вірними кирилльському міафізитству. Одним з найвідоміших єгипетських святих періоду є святий Самуїл Сповідник.

### Завоювання мусульманами Єгипту

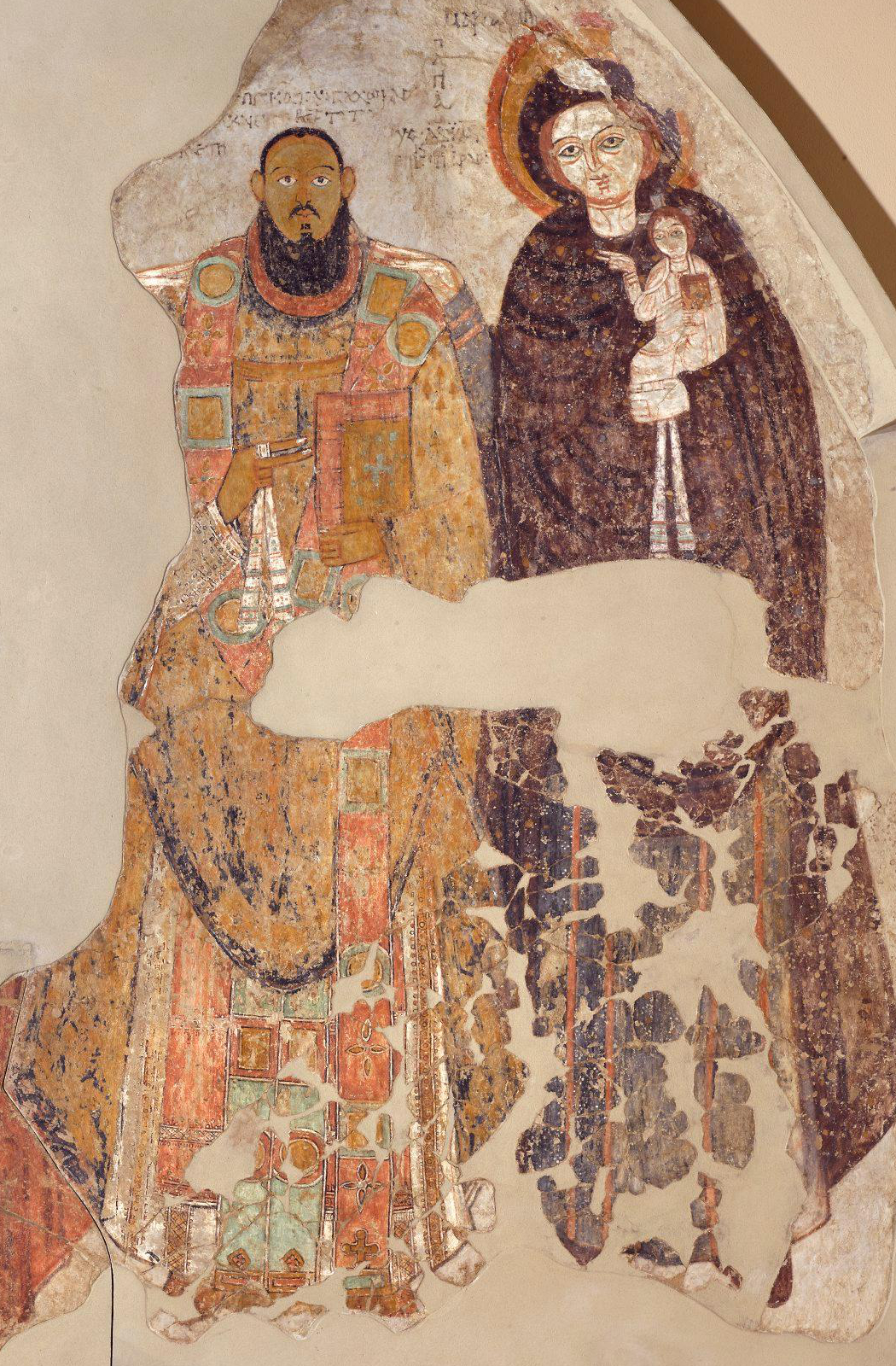
Макурський настінний живопис із зображенням нубійського єпископа та Діви Марії (XI століття)

Вторгнення мусульман до Єгипту відбулося в 639 р. опираючись на свідчення очевидців, єпископ Іоанн Нікіуський у своїй хроніці подає графічний опис вторгнення з коптської точки зору. Хоча Хроніка збереглася лише в етіопському (геезькому) тексті, деякі вчені вважають, що вона спочатку була написана коптською мовою. Розповідь Джона критично висловлюється щодо загарбників, котрі, за його словами, «викрали єгиптян з їхніх володінь і жорстоко поводились з ними», і він яскраво докладно розповідає про жорстокості, вчинені мусульманами проти корінного населення під час завоювання:
І коли з великим трудом та напругою вони скинули стіни міста, вони негайно зробили його господарями і піддали мечу тисячі його жителів та солдат, і вони здобули величезну здобич і взяли жінок а діти в полоні розділили їх між собою, і зробили це місто спустошенням.
Хоча він критикує мусульманського полководця (Амра ібн аль-Аса), який під час походу каже, що «не милосердився над єгиптянами і не дотримувався угоди, яку вони з ним уклали, бо він був варварською расою» він зазначає, що після завершення завоювання Амр «не забрав майна Церков і не вчинив жодного акта розкрадання чи грабунку і зберігав їх протягом усіх своїх днів».
Попри політичні потрясіння, єгипетське населення залишалося переважно християнським. Однак поступові навернення до ісламу протягом століть змінили Єгипет із християнської в переважно мусульманську країну до кінця XII століття. Інший вчений пише, що поєднання «придушення коптських заколотів», арабо-мусульманської імміграції та переходу коптів в іслам призвело до демографічного занепаду коптів. Омеядські правителі Єгипту обкладали християн вищими ставками, ніж мусульмани, підганяючи купців до ісламу та підриваючи економічну базу Коптської церкви. Хоча Коптська церква не зникла, податкова політика Омаяд ускладнила для церкви утримання єгипетських еліт.

### За ісламського правління (640–1800)
Церква сильно постраждала за численних режимів ісламського панування. Десь у II тисячолітті нашої ери керівництво церкви, включаючи Папу Римського, переїхало з Александрії до Каїру. 1798 року французи безуспішно вторглися в Єгипет, і британці допомогли туркам відновити владу над Єгиптом за династії Мухаммеда Алі.

### З XIX століття до революції 1952 року

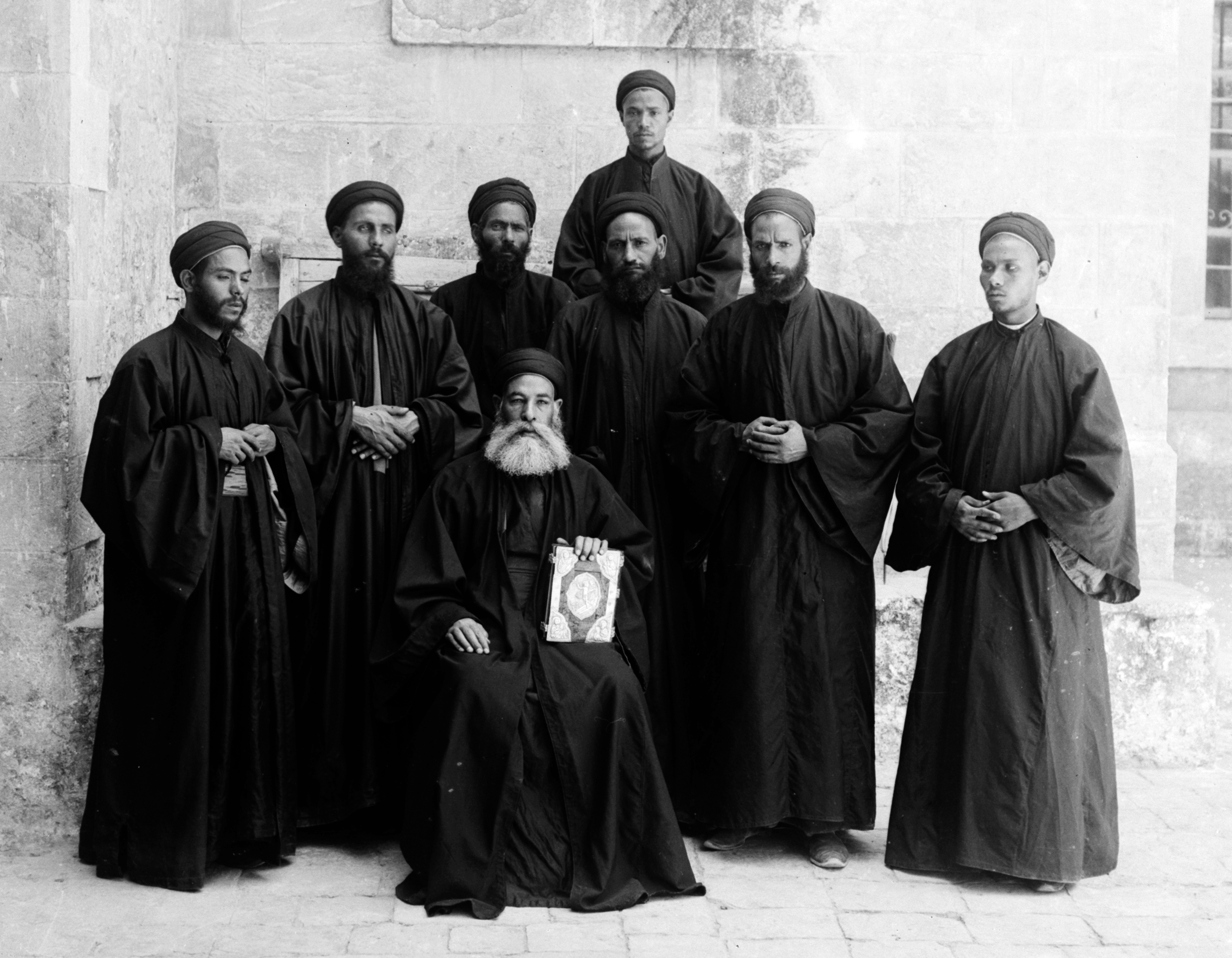
Коптські ченці, між 1898 і 1914 роками

Позиція коптів почала покращуватися на початку XIX століття за стабільності та терпимості династії Мухаммеда Алі. Коптська громада перестала розглядатися державою як адміністративна одиниця. 1855 року Саїд-паша скасував податок на джидзю. Незабаром після цього копти почали служити в єгипетській армії.
Наприкінці XIX століття коптська церква зазнала етапів нового розвитку. 1853 року папа Кирило IV заснував перші сучасні коптські школи, включаючи першу єгипетську школу для дівчат. Він також заснував друкарню, яка була лише другою національною пресою в країні. Папа встановив дуже дружні стосунки з іншими конфесіями, оскільки Грецькому Патріарху в Єгипті протягом довгого періоду довелося не бути в країні, він покинув свою церкву під керівництвом Коптського Патріарха.
Богословський коледж Александрійської школи був відновлений у 1893 р. Він розпочав свою нову історію з п'ятьох студентів, один з яких згодом став її деканом. Сьогодні він має містечка в Александрії та Каїрі, а також у різних єпархіях по всьому Єгипту, а також за межами Єгипту. Він має кампуси в Нью-Джерсі, Лос-Анджелесі, Сіднеї, Мельбурні та Лондоні, де потенційні священнослужителі та інші кваліфіковані чоловіки та жінки вивчають багато предметів, включаючи теологію, історію церкви, місіонерські дослідження та коптську мову.

### XX-XXI століття

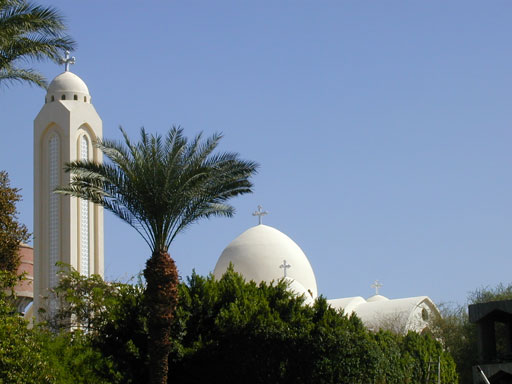
Сучасний коптський собор в Асуані.

У 1959 році Папа Кирило VI надав Етіопській православній церкві Тевехедо першого власного патріарха. Більше того, Еритрейська православна церква Тевехедо так само стала незалежною від Етіопської православної церкви Тевахедо в 1994 році, коли чотири єпископи були освячені папою Александрійським Шенудою III для формування основи місцевого Священного Синоду Еритрейської Церкви. 1998 року Еритрейська православна церква Тевехедо отримала автокефалію від Коптської православної церкви, коли її першого патріарха возвів на престол папа Александрійський Шенуда III.
Ці три церкви зберігають повний зв’язок між собою та іншими орієнтальними православними церквами. Етіопська православна церква Тевахедо та Еритрейська православна церква Тевахедо визнають почесне верховенство коптського православного патріарха Александрії, оскільки Александрійська церква технічно є їхньою церквою-матір'ю. Після свого відбору обидва Патріархи (етіопський та еритрейський) повинні отримати схвалення та причастя від Священного Синоду Апостольського Престолу в Александрії до їх інтронізації.
Починаючи з 1980-х років, богослови орієнтальної (нехалкедонської) православної та східної (халкидонської) православних церков збираються для вирішення теологічних розбіжностей і дійшли висновку, що багато розбіжностей спричинені тим, що вони використовують різну термінологію для опису того ж самого.
Влітку 2001 року коптський православний та грецький православні патріархати Александрії домовились взаємно визнати хрещення, здійснені в церквах один одного, роблячи повторне хрещення непотрібним, і визнати таїнство шлюбу. Раніше, якщо коптські православні та греко-православні хотіли одружитися, шлюб потрібно було укласти двічі, по одному в кожній церкві, щоб його визнали обидва. Тепер це можна зробити лише в одній церкві і визнати обидві.
На площі Тахрір, Каїр, у середу, 2 лютого 2011 року, християни-копти взялися руки, щоб забезпечити захисний кордон навколо своїх сусідів-мусульман під час намазу (молитви) у розпал єгипетської революції 2011 року.
17 березня 2012 року коптський православний Папа Шенуда III помер, залишивши багатьох коптів скорботними та стурбованими, коли напруга з мусульманами зросла. Папа Шенуда III постійно зустрічався з мусульманськими лідерами з метою створення миру. Багатьох турбувало те, що мусульмани контролюють Єгипет, оскільки «Брати-мусульмани» виграли 70% парламентських виборів.
4 листопада 2012 року єпископа Тавадроса було обрано 118-м Папою Коптським. Під час ритуалу, наповненого молитвою, співами та пахощами в катедральному соборі Аббасія в Каїрі, ім'я 60-річного єпископа вибрала дитина із зав'язаними очима зі скляної чаші, в яку також були поміщені імена двох інших кандидатів. Інтронізація була призначена на 18 листопада 2012 року.

## Піст, літургія та канонічні години
Згідно з християнською традицією та канонічним правом, Коптська православна церква Александрії лише висвячує чоловіків у священики та єпископати, і якщо вони хочуть одружитися, вони повинні одружитися до висвячення. У цьому відношенні вони дотримуються тієї самої практики, що і всі інші орієнтальні православні церкви, а також вся Східна православна церква.
Традиційно коптська мова використовувалася в церковних службах, а Писання писалися коптським алфавітом. Однак через арабізацію Єгипту служба у церквах стала свідком посиленого використання арабської мови, тоді як проповідування здійснюється повністю арабською. Рідні мови, разом із коптською, використовуються під час служб за межами Єгипту.
Літургійний календар коптської православної церкви — це коптський календар (також його називають александрійським календарем). Цей календар оснований на єгипетському календарі Стародавнього Єгипту. Коптські православні християни святкують Різдво 29 Кояка, що відповідає 7 січню за григоріанським календарем та 25 грудню за юліанським календарем. Коптське Різдво Господнє було прийнято як офіційне державне свято в Єгипті в 2002 році.
Причасники Коптської православної церкви використовують бревіарій, знаний як Агпея, щоб молитися за канонічні години в сім встановлених молитовних часів, дивлячись на схід, в очікуванні Другого пришестя Ісуса; ця християнська практика сягає своїм корінням у Псалом 119: 164, в якому пророк Давид молиться Богові сім разів на день. Церковні дзвони наказують християнам молитися в ці години. Перед молитвою вони миють руки та обличчя, щоб перед тим бути чистими і подати найкраще Богу; взуття знімається, щоб визнати, що хтось молиться перед святим Богом. Під час кожного із семи фіксованих часів молитви коптські православні християни моляться «тричі поклонившись в ім'я Трійці; в кінці кожного Псалма ... вимовляючи „Алилуя“»; і сорок один раз для кожного з елементів Кірі, присутніх у канонічній годині. У коптській православній церкві прийнято, щоб жінки під час молитви носили християнські головні убори.
Усі церкви Коптської православної церкви розроблені таким чином, щоб відповідати напряму молитви на схід, і докладаються зусилля для реконструкції церков, отриманих від інших християнських конфесій, які не будуються таким чином.
Що стосується євхаристійної дисципліни, коптські православні християни поститься з півночі і далі, перш ніж прийняти таїнство Святого Причастя. Вони поститься щосереди та п'ятниці року (в середу на згадку про зраду Христа, а в п'ятницю на згадку про Його розп'яття та смерть). Загалом кількість пісних днів у році для коптських православних християн становить близько 240, при цьому пости в Адвент та Великий піст становлять відповідно сорок три дні та п’ятдесят п’ять днів. У серпні, перед святом Успіння Богородиці, коптські християни поститься п’ятнадцять днів; піст також робиться перед святом свята святих Петра і Павла, починаючи з дня П'ятидесятниці.

## Демографія
Доступні дані перепису в Єгипті та інші звіти про опитування третіх сторін не повідомляють про понад 4 мільйони православних християн-коптів в Єгипті. Однак засоби масової інформації та інші відомства, іноді беручи до уваги претензії самої Церкви, загалом наближують коптське православне населення до 10% від єгипетського населення або 10 мільйонів людей. Більшість з них проживає в Єгипті під юрисдикцією Александрійської коптської православної церкви. Починаючи з 2006 року в єгипетських переписах не надходило інформації про релігію, а церковні лідери стверджували, що християни були недооцінені в державних опитуваннях. 2017 року урядова газета «Аль Ахрам» оцінила відсоток коптів у 10–15%, а членство, заявлене Коптською православною церквою, становить від 20 до 25 мільйонів.
Значна кількість є і в діаспорі за межами Африки в таких країнах, як США, Канада, Австралія, Франція та Німеччина. Точну кількість єгипетських коптських православних християн у діаспорі важко визначити, і, за приблизними оцінками, вона становить близько 1 мільйона.
У Судані налічується від 150 000 до 200 000 прихильників. Хоча під юрисдикцією Коптської православної церкви ці прихильники не вважаються коптами, оскільки вони не є етнічними єгиптянами.

### Переслідування
Human Rights Watch зазначає, що за останні роки зростає релігійна нетерпимість та сектантське насильство проти християн-коптів, а також невдача єгипетського уряду ефективно провести належне розслідування та притягнути до відповідальності винних. Понад сотню єгипетських коптів було вбито в сектантських сутичках з 2011 по 2017 рік, а багато будинків та підприємств зруйновано. Лише в одній провінції (Мінья) Єгипетська ініціатива за особисті права зафіксувала 77 випадків сектантських нападів на коптів у період між 2011 і 2016 роками. Викрадення та зникнення коптських християнок-жінок та дівчат також залишається серйозною постійною проблемою.

## Юрисдикція за межами Єгипту
Крім Єгипту, Александрійська церква має юрисдикцію над усією Африкою.
Крім того, Етіопська православна церква Тевехедо та Еритрейська православна церква Тевахедо є дочірніми церквами коптської православної церкви Александрії. І Аддіс-Абебський патріархат, і вся Етіопія, і Асмарський патріархат, і вся Еритрея визнають верховенство честі та гідності папи Александрійського на підставі того, що обидва патріархати були створені Александрійським престолом і що вони мають свої корені в Апостольської церкви Александрії та визнаємо, що святий апостол Марк є засновником їх Церков завдяки спадщині та апостольській євангелізації отців Александрії.

### Етіопська православна церква Тевахедо
Етіопія прийняла християнство поруч з Єрусалимом через самого апостола Ісуса лише через рік після розп'яття Ісуса (Дії 8: 26–39). Християнство стало національною релігією Етіопії, під владою Александрійської церкви, в IV столітті. Перший єпископ Етіопії, святий Фрументій, був освячений єпископом Аксума папою Афанасієм Александрійським у 328 р. Н. Е. З цього часу і до 1959 р. Папа Александрійський як Патріарх всієї Африки завжди називав єгиптянина (коптом) бути архиєпископом Етіопської церкви. 13 липня 1948 р. Коптська церква Александрії та етіопська православна церква Тевахедо досягли домовленості щодо відносин між цими двома церквами. 1950 року етіопській православній церкві Тевехедо було надано автокефалію від папи Йосифа II Александрійського, глави Коптської православної церкви. П'ять етіопських єпископів були негайно освячені Папою Александрійським та Патріархом всієї Африки та отримали повноваження обирати нового Патріарха для своєї церкви. Це підвищення було завершено, коли Йосип II 14 січня 1951 р. Освятив першого архиєпископа Етіопського народження Абуну Базіліоса на посаду глави Етіопської церкви. 1959 року Папа Кирило VI Александрійський інтронізував Абуну Базіліоса першим патріархом Етіопії.
Патріарх Василіос помер у 1971 році, а того ж року його змінив Абуна Феофіл. З падінням імператора Хайле Селасіє I в Етіопії в 1974 році новий марксистський уряд заарештував Абуну Феофілоса і таємно стратив його в 1979 році. Етіопський уряд тоді наказав Етіопській церкві обрати Абуну Такла Хайманота патріархом Етіопії. [потрібне цитування] Коптська православна церква відмовилася визнати обрання та інтронізацію Абуни Такла Хайманота на тій підставі, що Синод Етіопської церкви не усунув Абуну Феофілоса і що етіопський уряд не публічно визнав його смерть, і він був таким чином досі законний Патріарх Етіопії. Офіційні стосунки між двома церквами були припинені, хоча вони залишались у спілкуванні між собою.
Після смерті Абуни Такла Хейманота в 1988 році Абуне Меркоріос, який мав тісні зв'язки з урядом Дерга (комуністичного), був обраний патріархом Етіопії. Після падіння режиму Дерга в 1991 році Абуне Меркоріос зрікся престолу під тиском громадськості та уряду та вирушив в еміграцію до США. Новообраний патріарх Абуне Паулос був офіційно визнаний Коптською православною церквою Александрії в 1992 році законним патріархом Етіопії. Офіційні стосунки між коптською церквою Александрії та Етіопською православною церквою Тевахедо були відновлені 13 липня 2007 року. Абуне Паулос помер у серпні 2012 року.

### Еритрейська православна церква Тевахедо
Після незалежности Еритреї від Етіопії в 1993 році, новий незалежний уряд Еритреї звернувся до Папи коптського Александрії з проханням про православну автокефалію Еритреї. 1994 року Папа Шенуда висвятив Абуна Філліпоса першим архиєпископом Еритреї. Еритрейська православна церква Тевахедо отримала автокефалію 7 травня 1998 року, а Абуна Філліпоса згодом було висвячено на посаду першого патріарха Еритреї. Ці дві церкви залишаються в повному спілкуванні між собою та з іншими східними православними церквами, хоча Коптська православна церква Александрії, поряд з Етіопською православною церквою Тевахедо не визнають відставку третього патріарха Еритреї Абуне Антонія.

### Навколо світу

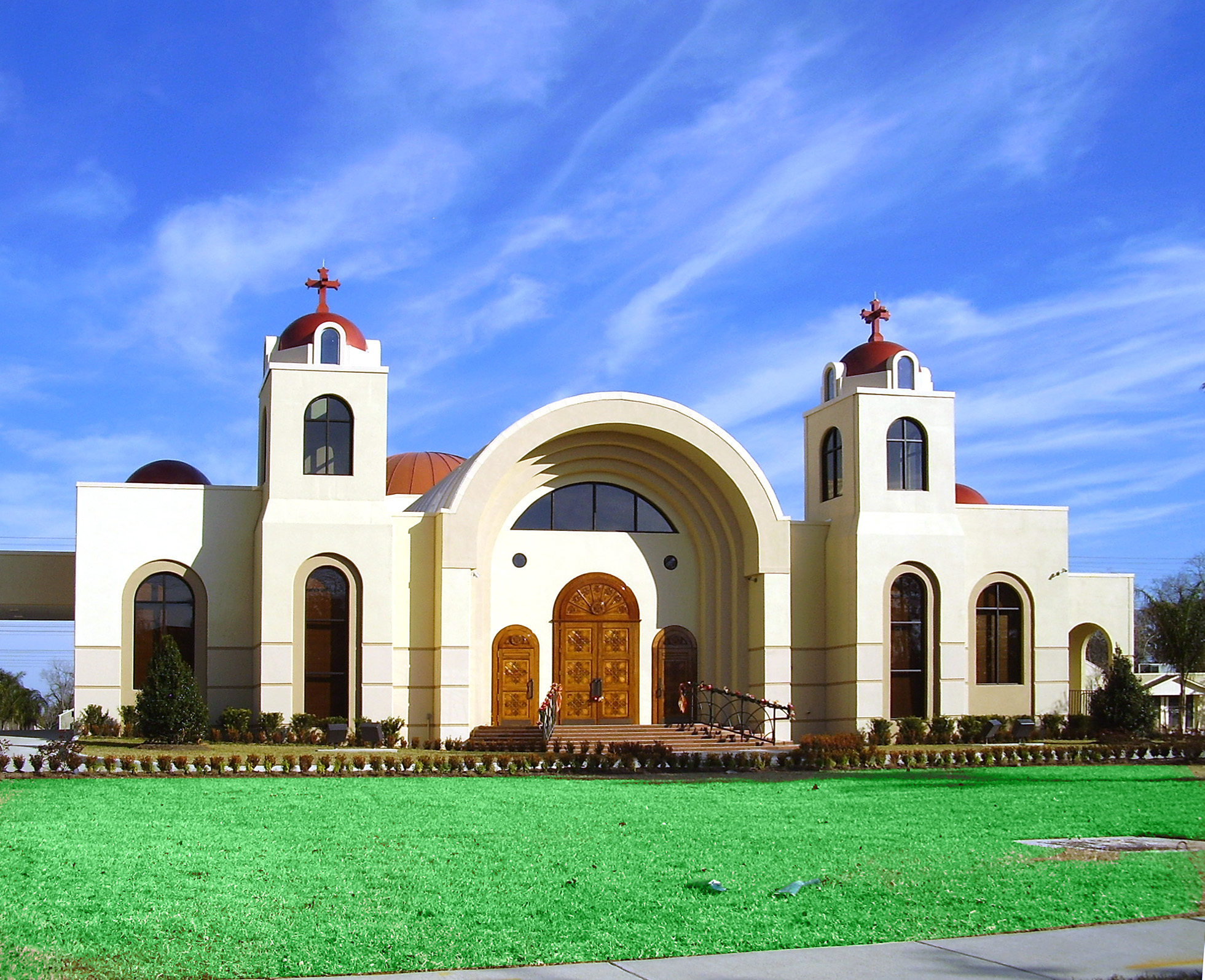
Коптська православна церква св. Марка в м. Беллер, штат Техас

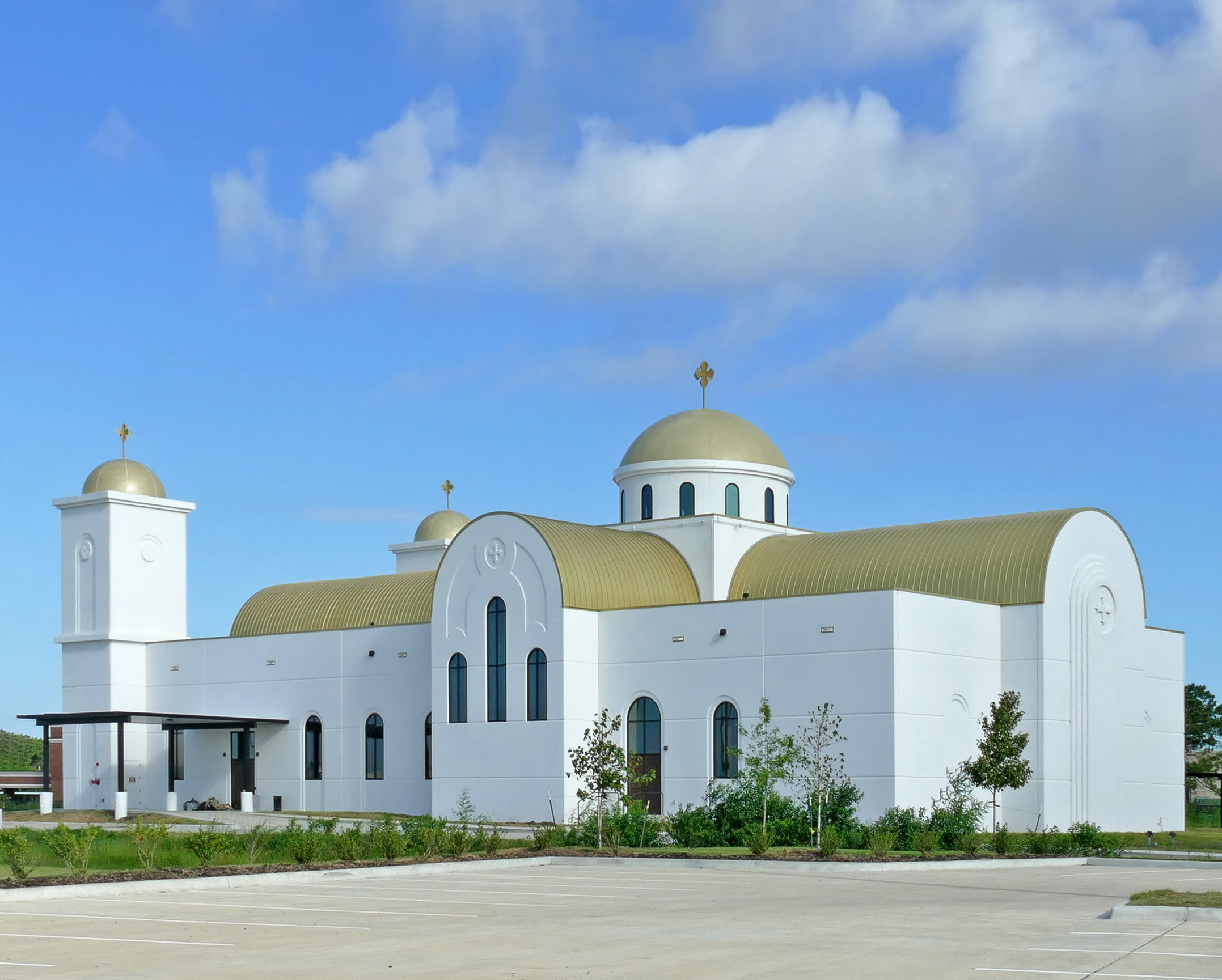
Коптська православна церква Архангела Рафаеля — Х'юстон, Техас

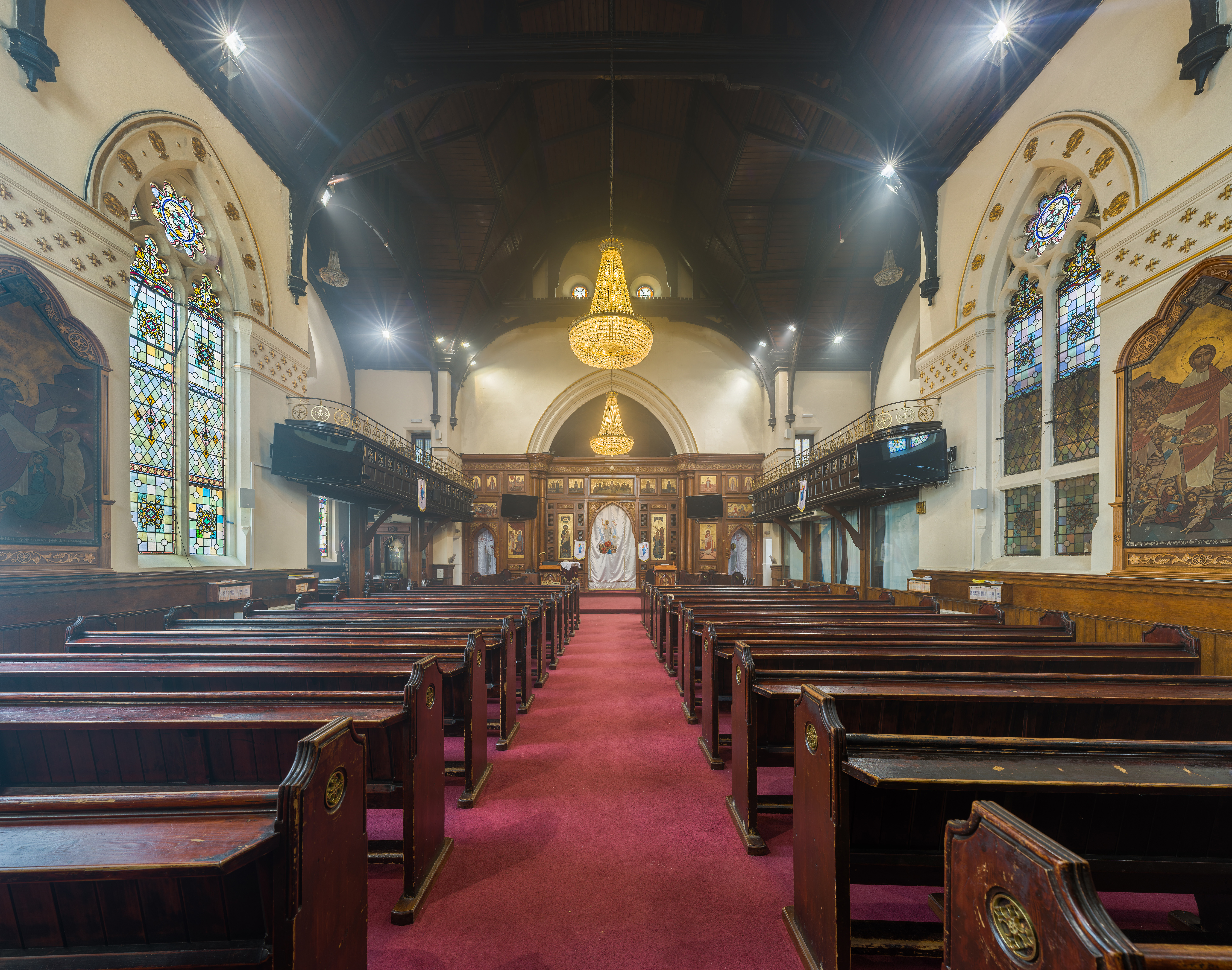
Коптська православна церква Святого Марка в Лондоні, Англія.

Коптська православна церква присутня у багатьох країнах за межами Єгипту, зокрема:
- Африка
- Азія
- Океанія
- Європа
  - Британія
  - Франція (автономна Французька коптська православна церква)
- Північна Америка
  - Сполучені Штати Америки
  - Канада
  - Мексика
- Південна Америка

## Офіційні титули Александрійського патріарха

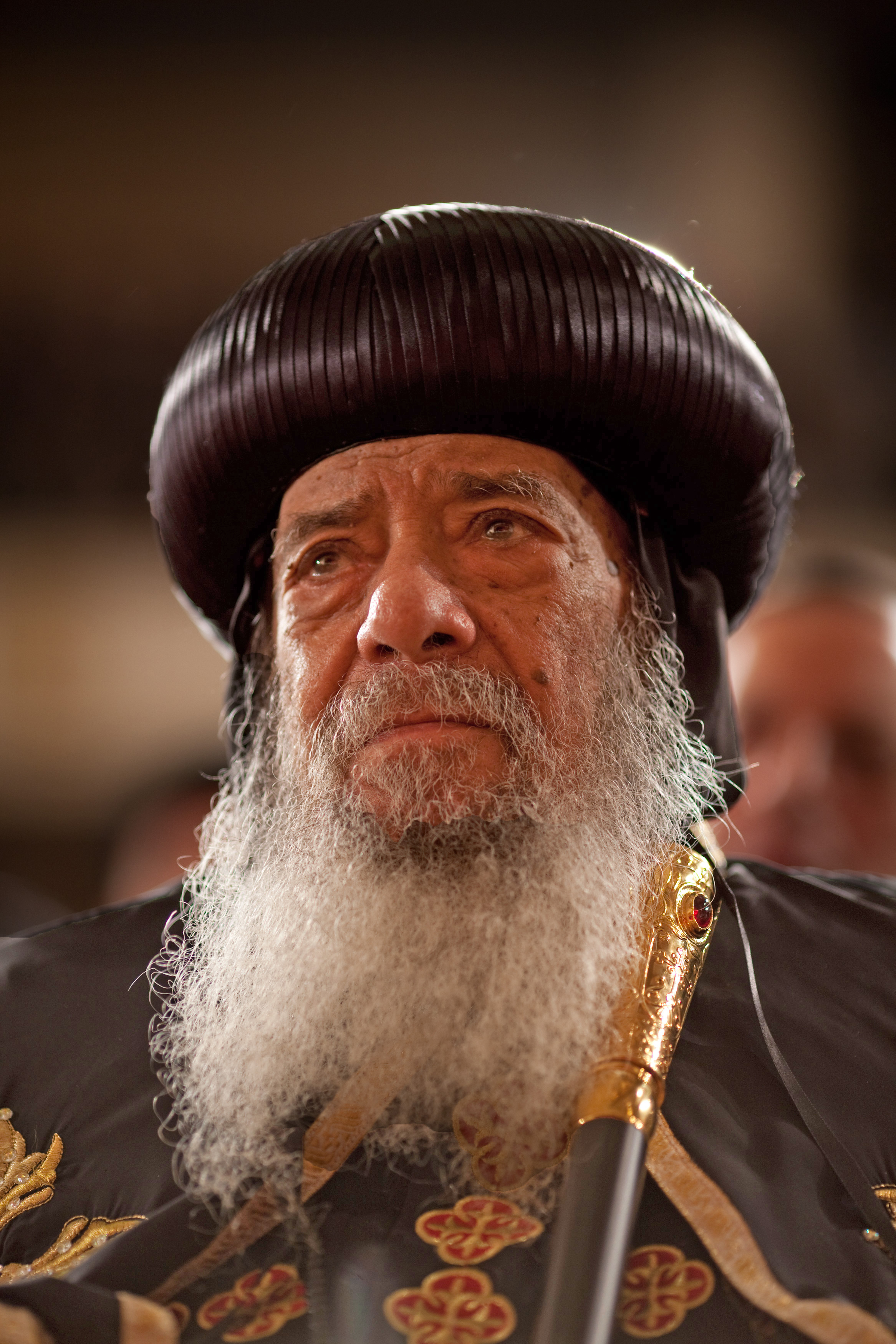
Папа Шенуда III, 117-й Александрійський патріарх при Святому Апостольському Престолі Святого Євангеліста Марка (1971–2012).

### Єпископські титули
- Лідер коптської православної церкви Александрії знаний як папа Александрійський і Патріарх усієї Африки при Святому Престолі апостола Марка.
- Його повний титул — Патріарх і Лорд Архиєпископ Великого міста Александрії на Святому православному і апостольському престолі святого євангеліста і святого апостола Марка, тобто в Єгипті, Пентаполісі, Лівії, Нубії, Судані, Ефіопії, Еритреї та всій Африці.
- Наступник святого євангеліста Марка, святого апостола і мученика на святому апостольському престолі великого міста Александрії.
- Папа Александрійський, бувши єпархіальним єпископом Великої та Стародавньої Александрійської митрополії, тобто Александрії та столичної провінції Великого Каїру.
- Старійшина митрополит Архиєпископ єгипетської провінції.
- Предстоятель Єгипту, Пентаполіса, Лівії, Нубії та Судану.
- Батько Отців.
- Пастух пастухів.
- Ієрарх усіх Ієрархів.

### Почесні звання
- Декан Великої катехитичної богословської школи Александрії.
- Вселенський суддя (арбітр) Святої Апостольської та Католицької (Вселенської) Церкви.
- 13-й серед святих апостолів.
- Стовп і захисник Святої, Католицької (Вселенської), Апостольської Церкви і Православної доктрини.

### Історична еволюція церковного титулу
Александрійський патріарх спочатку був відомий лише як Александрійський єпископ. Однак цей титул продовжував розвиватися, коли Церква зростала за часів Теофіла та його племінника та наступника Кирила (376–444 рр.), і особливо у V столітті, коли церква розвивала свою ієрархію.
Александрійський єпископ, бувши наступником першого єпископа в Римському Єгипті, освяченого святим Марком, був відзначений іншими єпископами першим серед рівних primus inter pares. Згідно з шостим каноном Нікейського собору, Кирило був піднятий на посаду прелата або головного єпископа на чолі єпископатів Єгипту, Лівії та Пентаполісу без існування проміжних архієпископів, як це було в інших церковних провінціях. Він мав привілей обирати та висвячувати єпископів.
Титул «папи» приписується Александрійському патріарху ще з часу єпископату Геракла, 13-го Александрійського патріарха. Усе духовенство Александрії та Нижнього Єгипту вшанувало його титулом папас, що означає «батько» як архієпископ і митрополит, який має владу над усіма єпископами в межах єгипетської провінції, які перебувають під його юрисдикцією. Александрія, в той час як церковна та провінційна столиця, також мала відзнаку як місце, де святий Марк зазнав мученицьких страждань.
Титул «патріарх» спочатку відносився до лідера клану або глави сімейного роду. По-церковному це означає єпископа високого рангу і спочатку використовувався як титул єпископів Риму, Константинополя, Єрусалиму, Антіохії та Александрії. Для коптського патріарха цей титул був «Патріарх Александрійський і всієї Африки на Святому Апостольському Престолі Святого Євангеліста Марка», тобто «Єгипетський». Титул «патріарх» уперше був використаний приблизно в часи Третього Вселенського собору в Ефесі, скликаного в 431 р. і затвердженого в Халкедоні в 451 р..
Тільки Александрійський патріарх має подвійний титул «Папа» та «Патріарх» серед орієнтальних православних та східних православних церков.

## Скандали

### Внутрішні церковні суперечки

#### Папа Шенуда проти Отця Матта Ель Мескін
Видатний монах отець Матта Ель Мескін розкритикував Папу Шенуду III за міцні зв'язки церкви з єгипетським урядом за часів диктатора Хосні Мубарака. Коли суперечка почала наростати, Шенуда явно засудив думки Матти, позначивши деякі його праці «єресями». У свою чергу, Матта пропагував радикальний акцент на особистій вірі, на відміну від інституційної релігії та церковної влади. Однак Шенуда брав активну участь у політиці і прагнув розширити вплив церкви на соціальне життя коптів.
Папа Шенуда III врешті заборонив книги Матти в коптських церквах — заборона, яка зберігалася протягом чотирьох десятиліть. Він також обмежив отця Матту монастирем. Попри це о. Твори Матти продовжували широко впливати на християнський світ, особливо серед богословських гігантів, таких як російський православний Серафим Роуз з Аляски та протестант Роджер Шульц з Тезе.
Після смерті о. Матти Папа Шенуда прагнув ліквідувати спадщину богослова і розбити його послідовників у монастирі Святого Макарія. Папа відсунув деякі свої симпатії та залучив ченців, відданих папству.
Коли Тавадрос став папою, він змінив рішення папи Шенуди. Він закінчив заборону о. Твори Матти і навіть встановив послідовника Матти як єпископа над монастирем.

#### Закріплення папського контролю
Під керівництвом Папи Шенуди церква зазнала великих змін, які дозволили йому мати більший авторитет, ніж будь-який попередній папа. Пишучи в 2013 році, теолог Самуель Тадрос заявив, що «сьогоднішня коптська церква як інституція побудована суто на його баченні».

### Випадки сексуального насильства над дітьми

#### Священик Ісак Соліман (він же Ісаак Салліван)
У 2008 р. Було подано позов проти Коптської православної єпархії на півдні США, у якому стверджувалось, що вона криє сексуальне насильство щодо неповнолітньої під псевдонімом Стефані М.
Вона стверджує, що Ісаак Салліван кілька разів піддавався нападам у коптській православній церкві Св. Марії. Імовірна жертва стверджує, що повідомляла про цей інцидент кілька років потому іншим церковним чиновникам. Представники церкви не повідомляли Саллівана про владу.
На суді церква стверджувала, що їхні дії зводилися до халатності, оскільки (1) не заважали духовенству здійснювати такі напади та (2) не створювали ефективної системи, де про напади можна належним чином повідомляти. Недбалість захищається дворічним строком давності, тоді як співучасть у зловживанні неповнолітньою особою передбачає п’ятирічну давність давності і може поставити єпархію під загрозу визнання винною.
У 2009 році суд ухвалив рішення, в якому визнав, що церковні дії були недбалістю, не виходячи за рамки позовної давності.
У 2011 році рішення 2009 року було скасовано на користь передбачуваної жертви. Суддя посилається на рішення Верховного суду Техасу, в якому встановлено, що особи, які недбало та свідомо здійснювали нагляд та дозволяли продовжувати сексуальне насильство над неповнолітніми, підлягають виплаті збитків жертвам так само, як і винуватцю. Ймовірно, прикриття церкви буде в межах 5-річного обмеження. Позов відповідачів залишається в суді.

#### Гегомен Ревайс Азіз Халіл (Зараз: Юсеф Азіз Халіл)
12 липня 2020 року Саллі Захарі розпочала серію дописів у Facebook та Instagram (@Sallyzeeee & @copticsuvivor), в яких вона звинуватила в розправі Гегомена Ревайса Азіза Халіла у сексуальному насильстві. В одному з повідомлень про те, що священик згадується як Ревайс Азіз Халіл. Захарі продемонстрував докази того, що церковні провідники знали про кілька сексуальних нападів, скоєних Халілом, коли він служив священиком по всій Північній Америці протягом приблизно 22 років. Інцидент спричинив багато повідомлень про сексуальне насильство та викликав дискусію серед церковних мирян.
Захарі стверджує, що на неї напали приблизно у віці 11–12 років (1998–1999) під час таїнства сповіді, поки він тимчасово служив у церкві коптської православної церкви Святої Марії та Архангела Михайла в Орландо, Флорида. Вона повідомила про інцидент єпископу Юсефу з Коптської православної єпархії на півдні США у віці 17 років (ймовірно, у 2003–2004 рр.). Юсеф повідомив їй, що він добре знав про схильність Халіла і що кілька інших дівчат звинуватили його у подібних діях. Отже, Халіла відправлено до Єгипту, де згодом підвищено до посади гегомена. Захарі роками наполягав на тому, щоб забезпечити підзвітність, зв'язавшись з багатьма членами ієрархії Коптської церкви, включаючи листування з офісами папи Тавадроса II Олександрійського та покійного папи Шенуди III Олександрійського, і не вживав жодних конкретних дій щодо притягнення Халіла до відповідальності.
Дізнавшись, що Халіл продовжує служити в США, Єгипті та Канаді, на кількох знімках зображено, як він десятиліттями служив гостем у церквах, і що він знущався над багатьма жертвами після неї, Захарі хотів, щоб його відлучили від церкви. Розслідування проводив о. Самуель Табет у Чикаго, штат Іллінойс, та інший священик, який допомагав у розслідуванні в жовтні 2019 року, а остаточний звіт вручений 12 лютого 2020 року Олександрійському Папі Тавадросу II. Вона не отримала жодної відповіді, попри кілька спроб подальших дій. З метою тиску на церкву до дії Захарі оприлюднила свою скаргу в соціальних мережах 12 липня 2020 року (через 6 місяців після того, як Папа Тавадрос отримав остаточний звіт, в якому Ревайс був визнаний винним у педофілії та сексуальному нападі на кількох дівчат та жінок).
Після серії ієрархічних помилок протягом тижня Захарі публічно вимагав відлучення Ревайса, 18 липня 2020 р. Папа Тавадрос офіційно прославив Халіля, йому було повернуто ім'я Йосифа Азіза Халіла. Попри сльозування та заклики до відлучення Халіла, Папа Тавадрос відмовився відлучити його від церкви. Захарі повідомила Халіл до правоохоронних органів у 2013 році, але повідомила, що строк її позовної давності минув. Відтоді з'явилися додаткові докази, включаючи звіт коптської церкви про розслідування, сльозування та 12 додаткових жертв Халіла в США та Канаді, які були знущані після Захарі. 15 липня 2020 р. Про Халіла знову повідомили владу США з цими новими доказами. Термін давності Захарі досі залишається закінченим згідно із законом Флориди, і Халілу не було пред'явлено звинувачень та арештів (станом на 18 грудня 2020 року). У статті, опублікованій Associated Press про справу Захарі під назвою «За коптську церкву, зміни, питання після скидання священика», репортер Маріам Фам пише «У відповідь на запитання та прохання взяти інтерв'ю у Халіла його адвокат Мішель Сускауер, повідомляє e -пошта: «Пан Халіл не буде відповідати на ваші запитання і заперечує всі звинувачення проти нього».

##### Витік звіту
Відредагований звіт містив резюме інтерв’ю з 3 священиками та 2 лікарями, чиї імена були відредаговані. Допитувані підтвердили історію Саллі та розкрили нові подробиці. Звіт присутній у повному обсязі на сторінці Instagram @copticsurvivor, вибравши деталі зсередини та посилаючись на опубліковані джерела новин.
Священик №1 зазначив, що йому відомо про ще 4 напади, скоєні о. Халіл. Він повідомив про події єпископу Юсефу з Коптської православної єпархії на півдні США, який санкціонував Халіла за служіння в єпархії.
Священик №2 знав Захарі протягом 15 років і отримав її звіт. Він повідомив єпископа Юсефа та єпископа Девіда з Коптської православної єпархії Нью-Йорка та Нової Англії.
Священик №3 зазначив, що йому відомо про інцидент, коли Халіл згвалтував одружену жінку під час сповіді та з кількома молодими дівчатами. Він зазначив, що єпископ Юсеф перемістив Халіла до іншої єпархії і намагався притягнути його до кримінальної відповідальності на церковному соборі. О. Халіл не з'явився. Священик №3 вказує, що Папа Шенуда був у курсі подій і заборонив йому о. Халіл зі служби. Попри це, о. Халіл служив у громаді, де їм бракувало священиків. Після нападу на кількох молодих жінок парафіяни вигнали його зі своєї церкви.
Лікар №1 був лікарем, який був зв’язаний з кількома о. Жертви Халіла. Він уточнив, що йому відомо про одружену жінку, яку Халіл зґвалтував у вівтарі. Лікар №1 пояснив, що не повідомляв про події, оскільки вважав, що Халіла, ймовірно, вб'ють у в'язниці. Він також зазначив, що особисто зустрічався з Папою Тавадросом II в монастирі в 2016 році, щоб обговорити це питання.
Лікар №2 особисто взаємодіяв із Саллі Захарі. Вона зазначила, що комітет із трьох єпископів, включаючи єпископа Давида та єпископа Томаса (єпархія невідома), розслідував ці претензії. Лікар №2 зазначила, що вона боїться, що «жертви можуть наклепити Коптську церкву і вдатися до судів, подібних до того, що сталося в католицькій церкві». Вона також була стурбована тим, що якщо це питання стане загальнодоступним, церковні лідери, які прикривали ці дії, будуть віддані під суд.
Священик, який був автором доповіді, дійшов висновку, що церковний собор повинен діяти, щоб докорити о. Каліл, але вони також повинні приховувати його дії, щоб запобігти переслідуванню з метою захисту іміджу церкви та захисту Халіла від насильства у в'язниці.

##### Інтерв'ю з речником церкви
В арабському інтерв'ю речник церкви представив широко непопулярну думку щодо церковної політики щодо педофілії, спонукаючи деяких церковних священиків, таких як о. Пішой Салама, о. Маркос Галі та о. Девід Рамез Мілад висловився проти політики. Священики висловили своє розчарування відео та стверджували, що політика демонструє короткозорість церков щодо прав жертви.
Деякі правила були пояснені як такі:
- Церква НЕ вживатиме негайних заходів, щоб доганяти священику, коли він винен, але дає йому один, два, три ... ДЕСЯТЬ або ДВАДЦЯТЬ шансів на покаяння, якщо він готовий змінитися!
- У ДУЖЕ НЕКОЛОГО і дефіцитних випадках Церква усуває священика від Священного Чину лише тоді, коли бачить, що поліпшення не відбувається
- Коли Церква оголошує про усунення цього священика з його посади, це з метою інформування громадськості про його проступки, а також для того, щоб не дати йому збирати пожертви від людей!
- Той факт, що він впав у гріху — це НЕ катастрофа! Важливіше те, що він кається.

#### Посилення тиску та зміни політики
Починаючи з хештегов #copticsurvivor і #copticmetoo, багато коптів почали публікувати в соціальних мережах свої особисті переживання із сексуальними домаганнями та нападами в церкві. Обліковий запис Instagram @theburningbush20 розпочав публікацію акаунтів осіб, які зазнали жорстокого поводження в церкві.
Отже, багато єпархій, крім північноамериканських єпархій, причетних до цього скандалу (Коптська православна єпархія Півдня США та Коптська православна єпархія Нью-Йорка та Нової Англії), опублікували заяви, в яких виклали свої нові плани посилення заходів захисту дітей, що мали. Це включало, але не обмежувалось:
- Встановлення навчання слуг
- Забезпечення виконання звітности, передбаченої державою
- Створення комітету для оцінки, ради та звітування про ці випадки

## Адміністрація

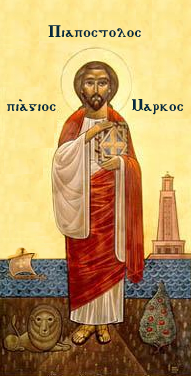
Коптська ікона святого Євангеліста Марка, апостольського засновника Александрійської церкви

Коптський православний патріархат Александрії керується його Священним Синодом, який очолює Александрійський папа. Під його владою знаходяться митрополичі архиєпископи, митрополичі єпископи, єпархіальні єпископи, патріарші екзархи, єпископи-місіонери, допоміжні єпископи, єпископи-суфрагани, єпископи-помічники, хорбієпископи та патріарші вікарії для Александрійської церкви. Вони організовані таким чином:
- Нинішній Папа — Тавадрус II є 118 Александрійським Папою
- 16 митрополій, з них 12 митрополій в Єгипті, одна митрополія на Близькому Сході, одна в Європі, одна в США та одна в Африці; обслуговується двома митрополитими архієпископами та 14 митрополитами; з 16 ієрархів один митрополит знаходиться на Близькому Сході, один митрополит в Єгипті, тоді як 11 митрополитів є в Єгипті, один митрополит в Європі, один митрополит в США та один митрополит в Африці.
- 67 єпархій з 41 єпархіальним єпископами знаходяться в Єгипті, 13 єпархіальних єпископів знаходяться в Європі, 7 єпархіальних єпископів знаходяться в Північній Америці, два єпархіальні єпископи знаходяться в Південній Америці, два єпархіальні єпископи знаходяться в Судані і, нарешті, два єпархіальні єпископи знаходяться в Австралії.
- одна суфраганська єпархія, один єпископ-суфраган у Північній Америці.
- шість допоміжних єпископів, з двома допоміжними єпископами для єпархій в Єгипті та чотирма допоміжними єпископами в Північній Америці.
- 12 єпископів-помічників в Єгипті для 12 суфраганських єпархій в межах архієпархії під юрисдикцією Патріарха;
- п'ять патріарших екзархатів, з одним патріаршим екзархом в Африці, одним патріаршим екзархом у Північній Америці та трьома патріаршими екзархами в Єгипті.
- 13 єпископів-настоятелів для 11 патріарших монастирів в Єгипті, одного патріаршого монастиря в Австралії та одного патріаршого монастиря в Німеччині
- два генеральних єпископи, патріарший емісар в цілому в Єгипті та за кордоном.
- п’ять загальних єпископів, адміністраторів патріарших установ в Єгипті.
- один ігумен у ролі великого економу, патріарший вікарій Александрії.
- один ігумен як адміністративно-патріарший вікарій Каїру.

## Галерея

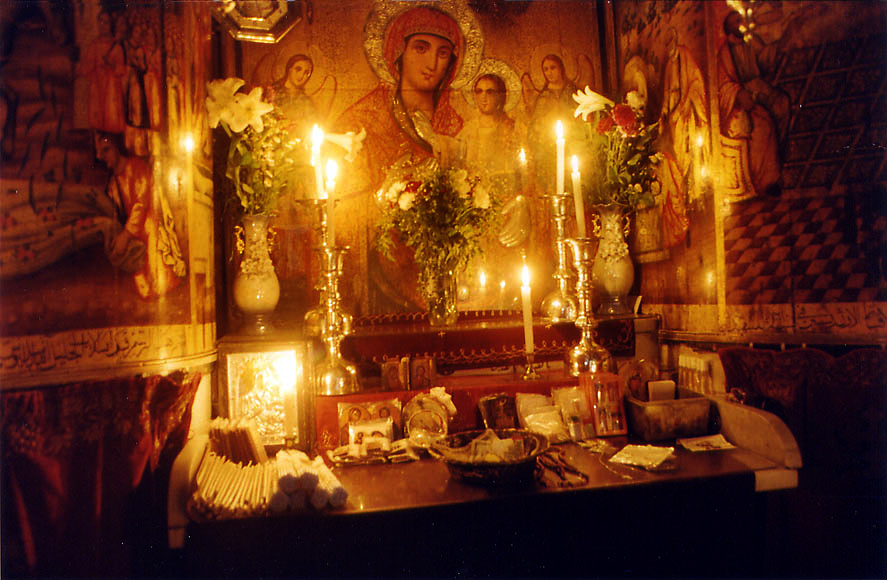
Коптська ікона в Храмі Гробу Господнього, Єрусалим
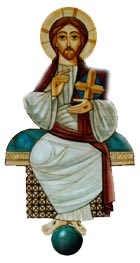
Образ Христа на коптській іконі
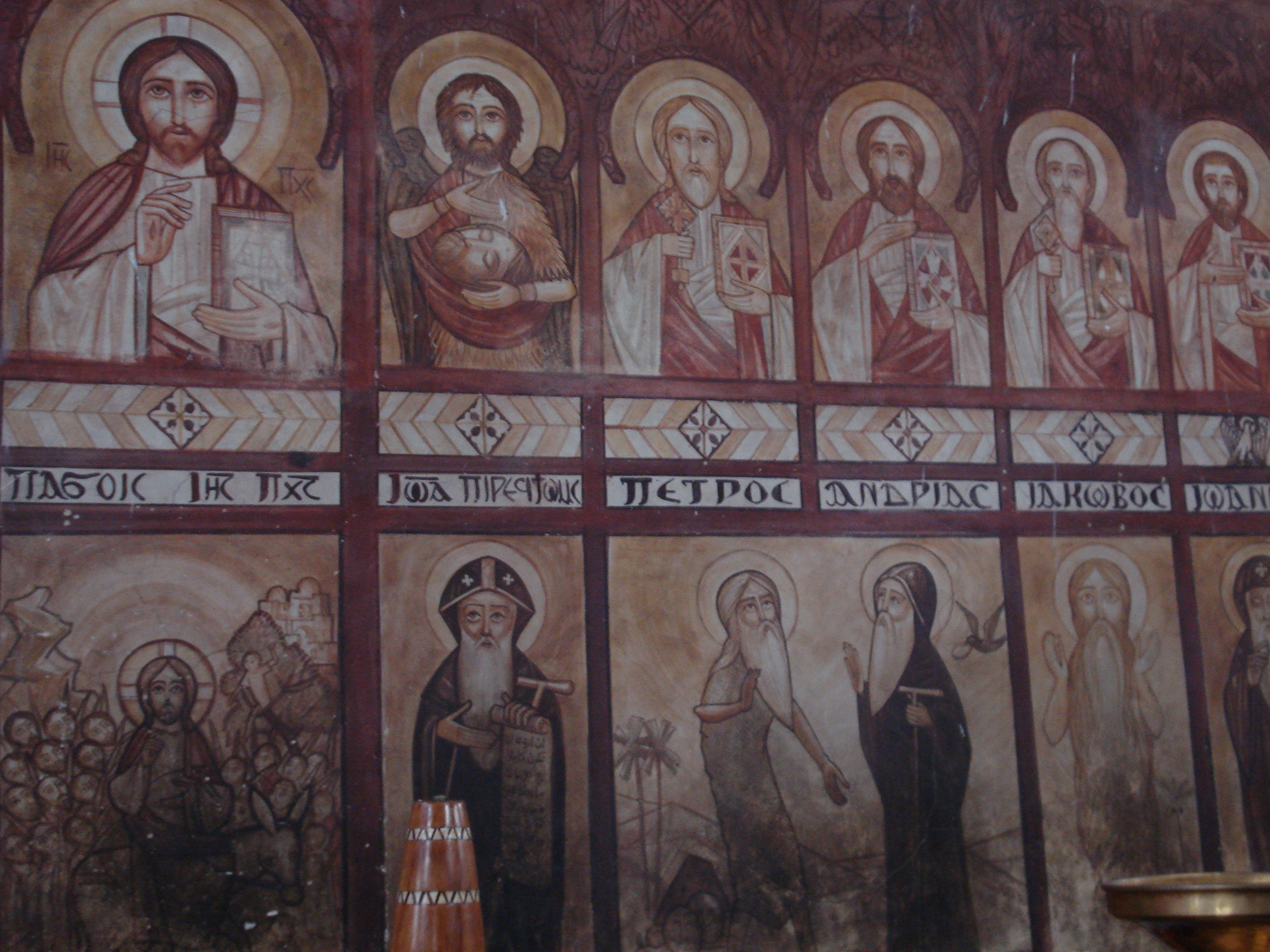
Настінні розписи у церкві Монастиря Святих Єпископів у Нижньому Єгипті‎
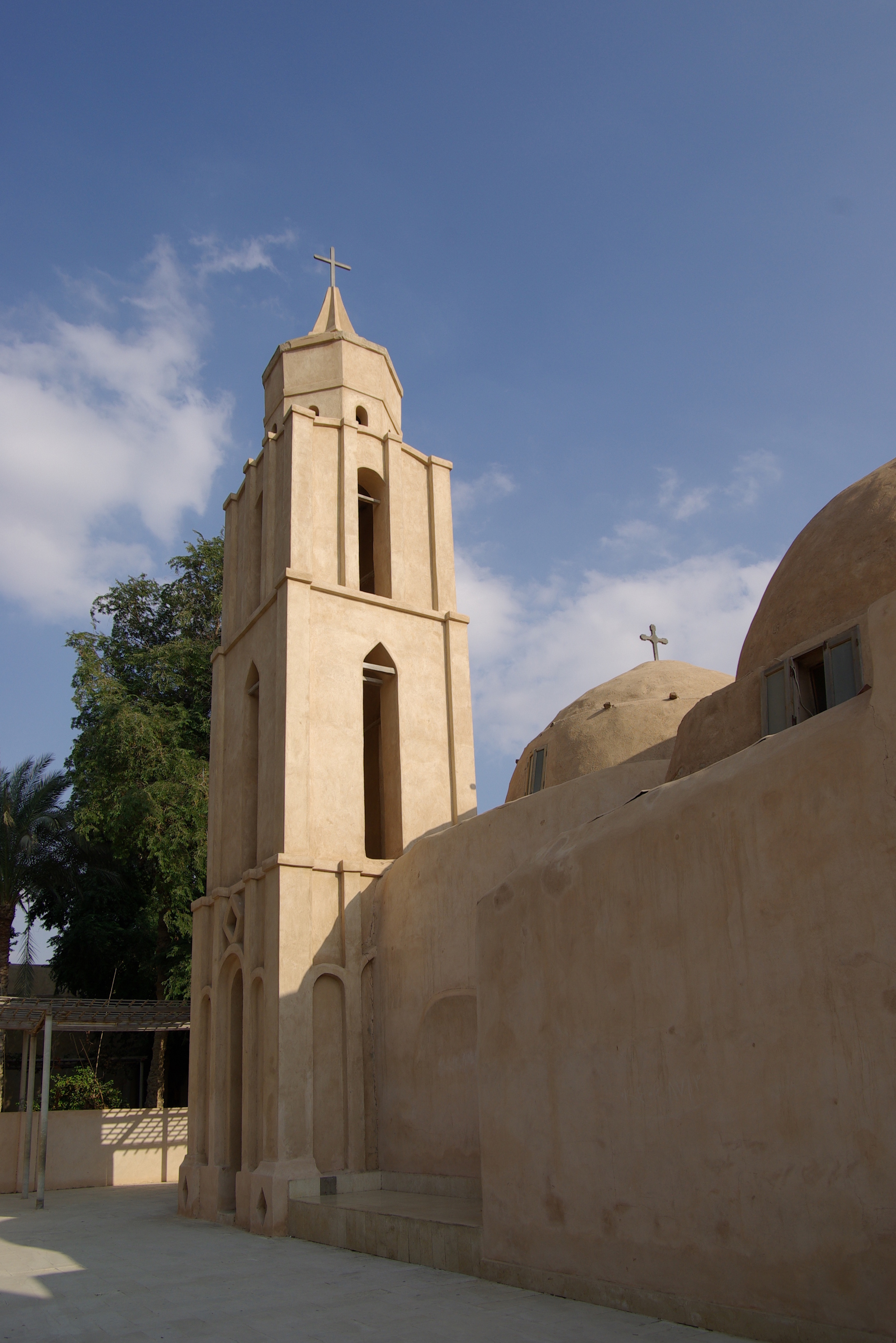
Церква Монастиря Святих Єпископів, Верхній Єгипет

## Трагедії
- 11 грудня 2016 року поблизу Коптського собору Святого Марка — резиденції папи Тавадроса II в Каїрі стався вибух, що призвів до загибелі 25 людей[66].